# Eleonora Fonseca Pimentel
Eleonora Anna Maria Felice de Fonseca Pimentel (Roma, 13 de gener de 1752—Nàpols, 20 d'agost de 1799) va ser una poetessa, activista, periodista i revolucionària connectada amb la revolució napolitana i la posterior efímera república napolitana (també coneguda com a República Partenopea) de 1799, germana de la República Francesa i una de les moltes establertes en la dècada de 1790 a Europa.

## Biografia

### Una dona de lletres
Pimentel va néixer a Roma en una família de la noblesa portuguesa, filla de Clemente Henriques Fonseca Pimentel Chaves i Caterina López de León. Va ser una nena precoç, que va escriure poesia i versava en llatí i grec. De petita es va traslladar amb la seva família a Nàpols com a resultat de dificultats polítiques entre els Estats Pontificis —la capital dels quals era Roma— i el Regne de Portugal.
La seva poesia és d'estil neoclàssic, pròpia de la Il·lustració i li va donar entrada a les societats literàries napolitanes, com l'Accademia dei Filateli i l'Arcàdia, de les quals es va convertir en membre important en la dècada de 1770. També va ocupar el càrrec de bibliotecària reial de la reina de Nàpols, Maria Carolina d'Àustria.
Escrits en italià, els poemes més rellevants inclouen Il Tempio della Gloria (1768), La Nascita de Orfeo (1775); Il Trionfo della Virtu (1776); el Sonetto Napoletano (c. 1788), Sonetti per S. Leucio (1789) i La Fuga in Egitto (1792). Part de la seva producció literària la compon també la seva correspondència amb altres literats, en què destaca la que va mantenir en la dècada de 1770 amb Metastasio, el poeta de la cort italiana a Viena i el més gran llibretista del segle xviii, amb Voltaire, Gaetano Alberto o Ferdinando Galiani.

### Una revolucionària
En la dècada de 1790 va adoptar els principis revolucionaris francesos de Liberté, Egalité i Fraternité, i es va implicar en el moviment jacobí a Nàpols, que volia enderrocar la monarquia dels Borbons i establir una versió local de la República Francesa. Ella, que formava part de la minoria il·lustrada, va ser una dels líders de la revolució que va instal·lar la República Partenopea al gener de 1799, al costat dels intel·lectuals napolitans i les antigues lògies francmaçones napolitanes, de les quals Pimentel formava part.
Durant la curta etapa d'aquesta República Napolitana, Fonseca Pimentel va dirigir i editar la publicació bisetmanal Monitore Napoletano, el periòdic de la República —anomenat així emulant Le Moniteur universel a França. Per la seva contribució fou considerada després una de les fundadores del periodisme italià. Se'n van publicar 35 números, entre el 2 de febrer i el 8 de juny de 1799.
Després del derrocament de la República i la restauració de la monarquia borbònica aquest mateix any, va ser un dels revolucionaris executats pels tribunals reals organitzats per Horatio Nelson. Pimentel va tractar d'evitar la pena de mort afirmant estar embarassada, però va ser descoberta i va demanar, almenys, ser decapitada i no penjada a la forca, però no hi va haver misericòrdia per a ella, ja que el penjament públic d'una dona de la noblesa era vist com una cosa molt escandalosa i va ser penjada a la forca de la Piazza del Mercato de Nàpols. Eleonora Pimentel no havia comès cap delicte durant la revolució: només es va dedicar a editar diaris i a treballar com a periodista.

## Recreació
Alexandre Dumas, a la seva novel·la La San Felice, que té lloc durant la revolució napolitana, fa un retrat elogiós de "la bella, casta i noble Eleonora Pimentel" relatant com, a risc del seu cap, va assumir la direcció del periòdic republicà.